# Heteroonops spinimanus
Heteroonops spinimanus är en spindelart som först beskrevs av Simon 1891.  Heteroonops spinimanus ingår i släktet Heteroonops och familjen dansspindlar. Inga underarter finns listade i Catalogue of Life.